# What We Owe the Future
What We Owe the Future (em português: O Que Devemos ao Futuro) é um livro de 2022 do filósofo e especialista em ética escocês William MacAskill, professor associado de filosofia na Universidade de Oxford. Ele defende o altruísmo eficaz e a filosofia do longoprazismo, que MacAskill define como “a ideia de que influenciar positivamente o futuro a longo prazo é uma prioridade moral fundamental de nosso tempo”.(p4)

## Resumo

### Primeira parte: A visão de longo prazo
MacAskill defende o longoprazismo - uma postura ética que prioriza a melhoria do futuro a longo prazo - e propõe que podemos melhorar o futuro de duas maneiras: “evitando catástrofes permanentes, garantindo assim a sobrevivência da civilização; ou mudando a trajetória da civilização para torná-la melhor enquanto durar... Em termos gerais, garantir a sobrevivência aumenta a quantidade de vida futura; as mudanças de trajetória aumentam sua qualidade".(35–36) De acordo com MacAskill, a era atual é um momento crítico: “Poucas pessoas que já viveram terão tanto poder para influenciar positivamente o futuro quanto nós. Uma mudança tecnológica, social e ambiental tão rápida significa que temos mais oportunidades de afetar quando e como as mudanças mais importantes ocorrerão."(p39)
Seu argumento a favor do longoprazismo tem três premissas: primeiro, as pessoas do futuro contam moralmente tanto quanto as pessoas vivas hoje; segundo, o futuro é imensamente grande, pois a humanidade pode sobreviver por muito tempo e pode haver muito mais pessoas vivas a qualquer momento; e terceiro, o futuro pode ser muito bom ou muito ruim, e nossas ações podem afetar o que será.

### Segunda parte: Mudanças na trajetória
Para melhorar o futuro, MacAskill investiga como a mudança moral e o aprisionamento de valores podem constituir mudanças na trajetória de longo prazo da civilização. Ele sugere que os valores morais e culturais são maleáveis, contingentes e potencialmente duradouros - se a história fosse repetida, os valores globais dominantes poderiam ser muito diferentes dos do nosso mundo; por exemplo, a abolição da escravidão pode não ter sido moral ou economicamente inevitável.(p70) MacAskill adverte sobre um possível aprisionamento de valores - “um evento que faz com que um único sistema de valores (...) persista por um período extremamente longo”.(p78) - que ele acredita que possa resultar de avanços tecnológicos, especialmente o desenvolvimento da inteligência artificial geral.(80–86)

### Terceira parte: Protegendo a civilização
Em seguida, MacAskill explora como proteger a humanidade dos riscos de extinção, do colapso social irrecuperável e da estagnação tecnológica de longo prazo. Ele argumenta que as ameaças mais graves de extinção humana são representadas por patógenos projetados e inteligência artificial geral desalinhada. Ele também discute várias causas potenciais de colapso social - incluindo mudanças climáticas extremas, esgotamento de combustíveis fósseis e inverno nuclear causado por uma guerra nuclear - concluindo que a civilização parece ser muito resistente, sendo provável a recuperação após um colapso.(127–142) Em seguida, MacAskill aborda os riscos de estagnação tecnológica e econômica de longa duração. Embora ele considere improvável uma estagnação por tempo indefinido, “parece totalmente plausível que possamos ficar estagnados por centenas ou milhares de anos”. (p144) De uma perspectiva de longo prazo, isso é importante principalmente porque a estagnação de longo prazo torna a extinção ou o colapso mais provável, e porque a sociedade que surge após o período de estagnação pode ser guiada por valores piores do que os da sociedade atual. (142,144)

### Quarta parte: Avaliando o fim do mundo
O livro também discute quão ruim seria o fim da humanidade, o que depende da expectativa de o futuro ser bom ou ruim e se é moralmente bom que nasçam pessoas felizes - uma questão fundamental na ética populacional. Ele conclui, de forma otimista, que o futuro provavelmente será positivo, em parte porque as pessoas do futuro são assimetricamente motivadas a fazer coisas boas em vez de coisas ruins.(p218) Ele também afirma que impedir que as pessoas do futuro venham a existir é uma perda moral se suas vidas forem suficientemente boas, levando-o a concluir que “a extinção precoce da raça humana seria uma tragédia realmente enorme”. (189,193)

### Quinta parte: Agindo
A parte final do livro detalha como escolher os problemas a serem enfocados, além do que as pessoas podem fazer para agir. Em áreas como mudanças climáticas, esgotamento de combustíveis fósseis, biossegurança, preparação para pandemias e preparação para desastres, as pessoas podem tomar “ações robustas e boas”, como pesquisa e defesa de direitos, para ajudar.(p291) Enquanto isso, para questões com mais incógnitas, como reduzir o risco da IA e evitar guerras entre grandes potências, deve-se priorizar a criação de opções e o aprendizado.(292–294)
Para o indivíduo, MacAskill enfatiza a importância do trabalho profissional, escrevendo que “de longe, a decisão mais importante que você tomará, em termos de impacto em sua vida, é a escolha de sua carreira”.(p234) Ele destaca a 80,000 Hours, uma organização sem fins lucrativos que ajudou a co-fundar, que realiza pesquisas e fornece conselhos sobre quais carreiras têm o maior impacto positivo, especialmente a partir de uma perspectiva de longoprazismo. Ele também argumenta que as doações para causas e organizações são muito mais impactantes do que mudar nosso consumo pessoal.(p232)

## Recepção
O livro What We Owe the Future recebeu cobertura do The New Yorker, NPR, The Ezra Klein Show, The Bookseller, e New York Magazine. Adaptações da tese central do livro foram publicadas por MacAskill na Foreign Affairs, The New York Times, e na BBC.
A resenha da Publishers Weekly descreveu o livro de forma positiva: “MacAskill faz uma análise abrangente dos perigos contemporâneos que investiga com maestria as interseções de tecnologia, ciência e política, ao mesmo tempo em que oferece vislumbres fascinantes dos possíveis futuros da humanidade. Esse urgente chamado à ação irá inspirar e enervar em igual medida." A resenha da Kirkus Reviews também foi favorável: “Com algo para refletir em cada página, uma exortação estimulante para fazer o certo pelas pessoas dos séculos vindouros.” Kieran Setiya escreve na Boston Review que “é um livro instrutivo e inteligente... Mas uma aritmética moral só é tão boa quanto seus axiomas. Espero que os leitores abordem o longoprazismo com a mente aberta e o julgamento moral que MacAskill quer que preservemos.“ Escrevendo para o The Guardian, Oliver Burkeman fez uma resenha muito favorável do livro, chamando-o de "o livro mais inspirador sobre 'vida ética' que já li”.
O livro What We Owe The Future e o movimento de altruísmo eficaz de forma mais ampla foram relatados em uma matéria de capa da revista Time por Naina Bajekal, que escreveu que “todas as vidas que ainda estão por vir (...) poderiam ser muito melhores e mais ricas em significado - ou muito piores. Se isso depender do que todos nós fizermos nas próximas décadas, não sei exatamente como ajudar a garantir que nossas ações mudem para melhor. Mas se o futuro puder ser tão vasto e bom quanto MacAskill pensa, parece que vale a pena tentar."
Em uma crítica à chamada “visão de mundo quase religiosa do longoprazismo”, a Salon fez uma avaliação negativa do livro: “É preciso se perguntar, quando MacAskill implicitamente pergunta ‘O que devemos ao futuro?’, de quem é o futuro que ele está falando. O futuro dos povos indígenas? O futuro dos quase 2 bilhões de muçulmanos do mundo? O futuro do Sul Global?" A resenha de Barton Swaim para o The Wall Street Journal também foi negativa: ”Raramente li um livro de um intelectual reputado como importante mais repleto de truísmos de alto nível, analogias absurdas e discussões complexas que não levam a lugar algum. Não importa o que devemos ao futuro; o que um autor deve a seus leitores? Neste caso, um pedido de desculpas."

## Publicação
What We Owe the Future foi publicado pela primeira vez nos Estados Unidos pela Basic Books em agosto de 2022, juntamente com uma versão em audiolivro, narrada por William MacAskill e publicada pela Recorded Books. Uma edição, com o subtítulo “A Million-Year View”, foi publicada no Reino Unido pela Oneworld Publications em setembro do mesmo ano.